# 民主社会主义观点
民主社会主义观点（英語：Democratic Socialist Perspective，缩写为DSP）是澳大利亚的一个已不存在的左翼组织。
该组织成立于1972年，当时取名为社会主义工人联盟，由社会主义青年联盟的成员建立。此后，由于深受第四国际美国支部社会主义工人党影响，该组织也更名为社会主义工人党。1990年代初，该组织更名为民主社会党。2001年，该组织与澳大利亚其它左翼组织联合建立了社会主义联盟。2003年，该组织改组为社会主义联盟的一个内部派别，并更名为民主社会主义观点。2010年，该组织解散，完全融入社会主义联盟。
该组织的意识形态是社会主义、马克思主义、反资本主义。该组织曾是第四国际的常驻观察员。